# Campeonato Potiguar 2013
In 2013 werd het 94ste Campeonato Potiguar gespeeld voor voetbalclubs uit de Braziliaanse staat Rio Grande do Norte. De competitie werd georganiseerd door de Federação Norte-rio-grandense de Futebol en werd gespeeld van 13 januari tot 19 mei. Potiguar de Mossoró werd kampioen.

## Eerste toernooi

### Eerste fase
| Plaats | Club                | Wed. | W | G | V | Saldo | Ptn. |
| ------ | ------------------- | ---- | - | - | - | ----- | ---- |
| 1.     | Santa Cruz          | 14   | 9 | 3 | 2 | 18:8  | 30   |
| 2.     | Potiguar de Mossoró | 14   | 7 | 3 | 4 | 21:10 | 24   |
| 3.     | Baraúnas            | 14   | 6 | 5 | 3 | 17:10 | 23   |
| 4.     | Alecrim             | 14   | 6 | 4 | 4 | 11:9  | 22   |
| 5.     | ASSU                | 14   | 6 | 0 | 8 | 14:13 | 18   |
| 6.     | Corintians          | 14   | 4 | 4 | 6 | 13:16 | 16   |
| 7.     | Palmeira            | 14   | 4 | 2 | 8 | 8:21  | 14   |
| 8.     | Potyguar Seridoense | 14   | 2 | 3 | 9 | 12:27 | 9    |

|  | Geplaatst voor tweede fase |
|  | Degradatie                 |

### Tweede fase
| Plaats | Club                | Wed. | W | G | V | Saldo | Ptn. |
| ------ | ------------------- | ---- | - | - | - | ----- | ---- |
| 1.     | América de Natal    | 7    | 5 | 1 | 1 | 10:6  | 16   |
| 2.     | Corintians          | 7    | 5 | 1 | 1 | 15:12 | 16   |
| 3.     | ABC                 | 7    | 4 | 1 | 2 | 16:5  | 13   |
| 4.     | ASSU                | 7    | 4 | 1 | 2 | 9:12  | 13   |
| 5.     | Potiguar de Mossoró | 7    | 2 | 2 | 3 | 11:10 | 8    |
| 6.     | Santa Cruz          | 7    | 1 | 2 | 4 | 6:9   | 5    |
| 7.     | Alecrim             | 7    | 1 | 2 | 4 | 9:16  | 5    |
| 8.     | Baraúnas            | 7    | 0 | 2 | 5 | 4:10  | 2    |

|  | Finale |

### Finale
|               |            |                        |                  |                                                          |
| 27 maart Heen | Corintians | 0 – 2                  | América de Natal | Estádio Senador Dinarte Mariz, Caicó Toeschouwers: 2.397 |
| 27 maart Heen |            | 29' (pen), 62' Cascata |                  | Estádio Senador Dinarte Mariz, Caicó Toeschouwers: 2.397 |

|                |                                                        |       |                                                 |                                          |
| 31 maart Terug | América de Natal                                       | 1 – 0 | Corintians                                      | Nazarenão, Goianinha Toeschouwers: 4.131 |
| 31 maart Terug | Tiago Adan 35'                                         |       |                                                 | Nazarenão, Goianinha Toeschouwers: 4.131 |
| 31 maart Terug | Strafschoppen                                          |       |                                                 | Nazarenão, Goianinha Toeschouwers: 4.131 |
| 31 maart Terug | Cascata Renatinho Índio Índio Oliveira Allysson Itamar | 4 - 5 | Chiquinho Paulinho Giovanni Lima Santos Radamés | Nazarenão, Goianinha Toeschouwers: 4.131 |

## Tweede toernooi

### Eerste fase
| Plaats | Club                | Wed. | W | G | V | Saldo | Ptn. |
| ------ | ------------------- | ---- | - | - | - | ----- | ---- |
| 1.     | Potiguar de Mossoró | 7    | 5 | 0 | 2 | 13:7  | 15   |
| 2.     | América de Natal    | 7    | 4 | 3 | 0 | 12:6  | 15   |
| 3.     | Baraúnas            | 7    | 4 | 2 | 1 | 11:4  | 14   |
| 4.     | ABC                 | 7    | 4 | 2 | 1 | 7:4   | 14   |
| 5.     | ASSU                | 7    | 2 | 2 | 3 | 5:8   | 8    |
| 6.     | Alecrim             | 7    | 2 | 0 | 5 | 10:10 | 6    |
| 7.     | Corintians          | 7    | 1 | 1 | 5 | 8:20  | 4    |
| 8.     | Santa Cruz          | 7    | 1 | 0 | 6 | 6:13  | 3    |

|  | Finale |

### Finale
|            |                  |       |                     |                                      |
| 5 mei Heen | América de Natal | 0 – 0 | Potiguar de Mossoró | Nazarenão, Natal Toeschouwers: 2.419 |
| 5 mei Heen |                  |       |                     | Nazarenão, Natal Toeschouwers: 2.419 |

|              |                           |       |                  |                                        |
| 12 mei Terug | Potiguar de Mossoró       | 2 – 1 | América de Natal | Nogueirão, Mossoró Toeschouwers: 3.769 |
| 12 mei Terug | Chiquinho 46' Radamés 90' |       | 72' Tiago Adan   | Nogueirão, Mossoró Toeschouwers: 3.769 |

## Finale
|             |                         |       |                                 |                                        |
| 15 mei Heen | Potiguar de Mossoró     | 2 – 2 | América de Natal                | Nogueirão, Mossoró Toeschouwers: 2.353 |
| 15 mei Heen | Daniel 14' Paulinho 24' |       | 3' Índio Oliveira 30' Renatinho | Nogueirão, Mossoró Toeschouwers: 2.353 |

|              |                                                        |       |                                                 |                                           |
| 19 mei Terug | América de Natal                                       | 1 – 1 | Potiguar de Mossoró                             | Barretão, Ceará-Mirim Toeschouwers: 5.959 |
| 19 mei Terug | Índio Oliveira 36'                                     |       | 76' Chiquinho                                   | Barretão, Ceará-Mirim Toeschouwers: 5.959 |
| 19 mei Terug | Strafschoppen                                          |       |                                                 | Barretão, Ceará-Mirim Toeschouwers: 5.959 |
| 19 mei Terug | Cascata Renatinho Índio Índio Oliveira Allysson Itamar | 4 - 5 | Chiquinho Paulinho Giovanni Lima Santos Radamés | Barretão, Ceará-Mirim Toeschouwers: 5.959 |

## Kampioen
| Campeonato Potiguar de 2013             |
| Rio Grande do Norte                     |
| --------------------------------------- |
| POTIGUAR DE MOSSORÓ Kampioen (2° titel) |